# Place de l'Indépendance (Kuala Lumpur)
Pour les articles homonymes, voir Place de l'Indépendance.

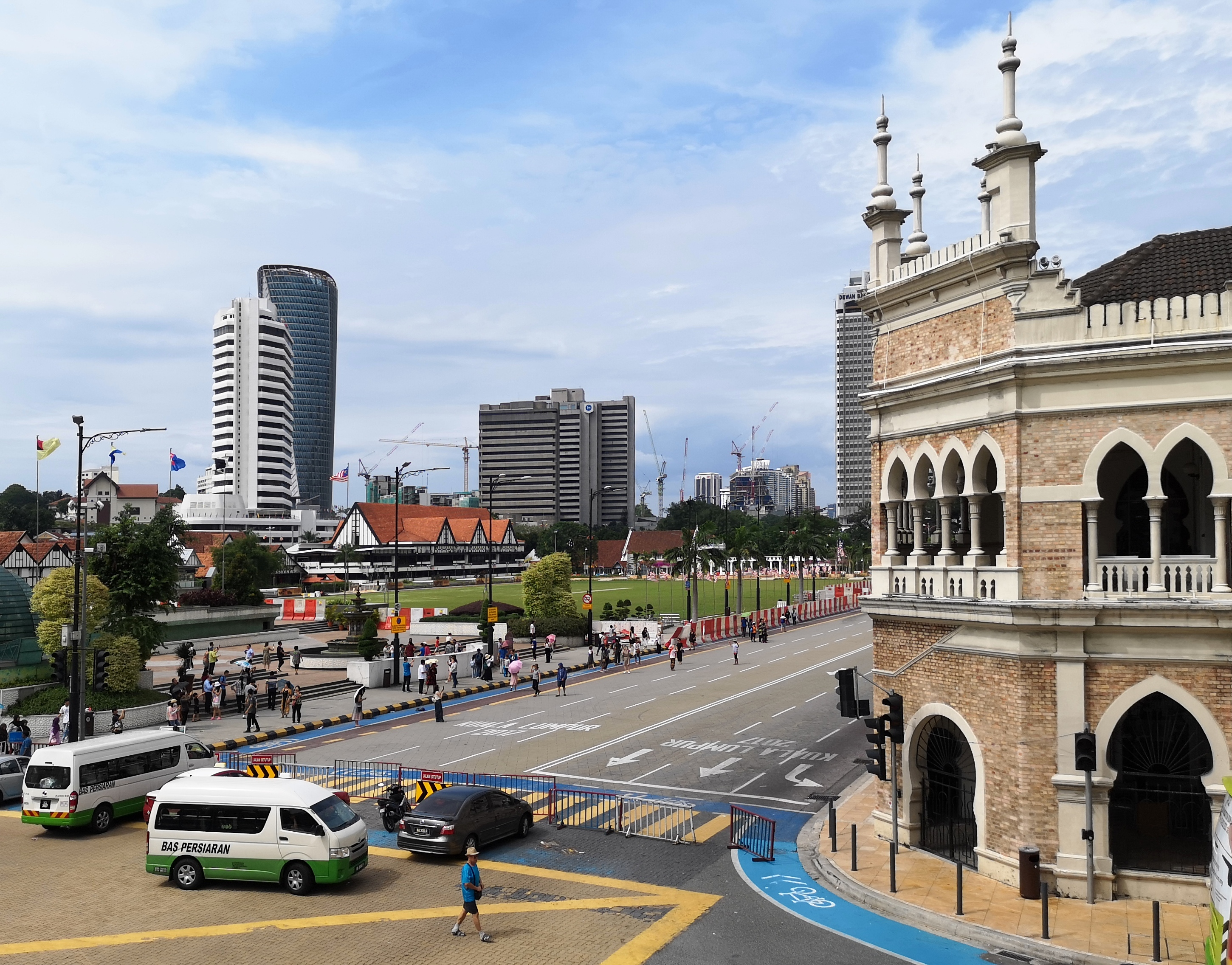
Merdeka Square, Kuala Lumpur

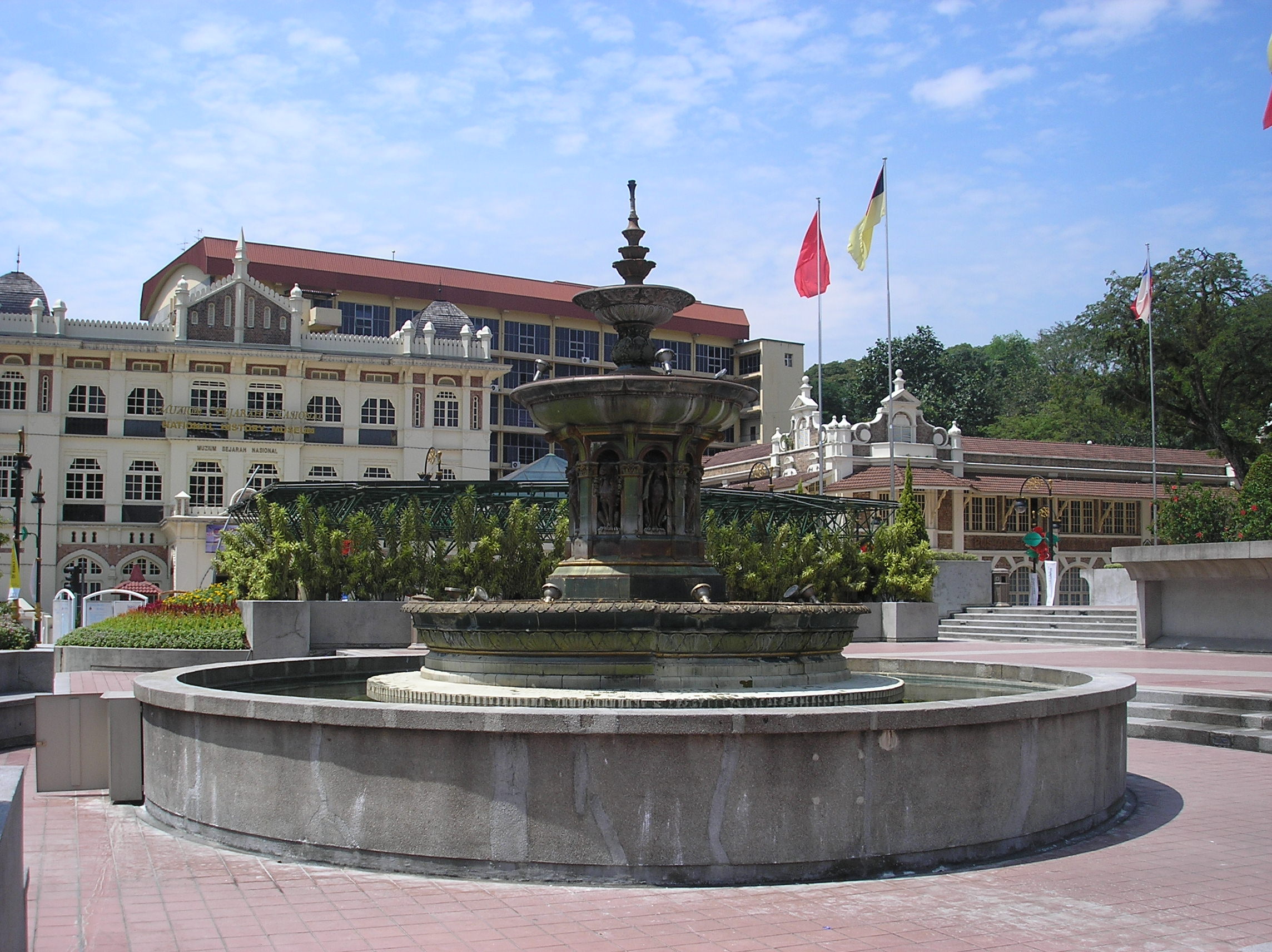
Fontaine sur la place de l'Indépendance.

La Place de l'Indépendance, aussi appelée Merdeka Square en anglais et Dataran Merdeka en malais, est la principale place de Kuala Lumpur, la capitale de la Malaisie.